# Goodwater
Goodwater és una població del Comtat de Coosa a l'estat d'Alabama (Estats Units d'Amèrica).

## Demografia
Segons el cens del 2000, Goodwater tenia 1.633 habitants, 621 habitatges, i 424 famílies. La densitat de població era de 96,4 habitants/km².
Dels 621 habitatges en un 26,7% hi vivien nens de menys de 18 anys, en un 38,5% hi vivien parelles casades, en un 25,6% dones solteres, i en un 31,7% no eren unitats familiars. En el 29% dels habitatges hi vivien persones soles el 12,2% de les quals corresponia a persones de 65 anys o més que vivien soles. El nombre mitjà de persones vivint en cada habitatge era de 2,56 i el nombre mitjà de persones que vivien en cada família era de 3,2.
Per edats la població es repartia de la següent manera: un 25,3% tenia menys de 18 anys, un 8,3% entre 18 i 24, un 25,3% entre 25 i 44, un 23,4% de 45 a 60 i un 17,8% 65 anys o més.
L'edat mediana era de 38 anys. Per cada 100 dones hi havia 87,5 homes. Per cada 100 dones de 18 o més anys hi havia 80,7 homes.
La renda mediana per habitatge era de 22.188 $ i la renda mediana per família de 28.819 $. Els homes tenien una renda mediana de 22.414 $ mentre que les dones 17.464 $. La renda per capita de la població era de 10.602 $. Aproximadament el 21% de les famílies i el 23,3% de la població estaven per davall del llindar de pobresa.

## Fills il·lustres
- Robert Daniel Carmichael (1879-1967), matemàtic

## Poblacions properes
El següent diagrama mostra les poblacions més properes.